# کرانه اقیانوس آرام

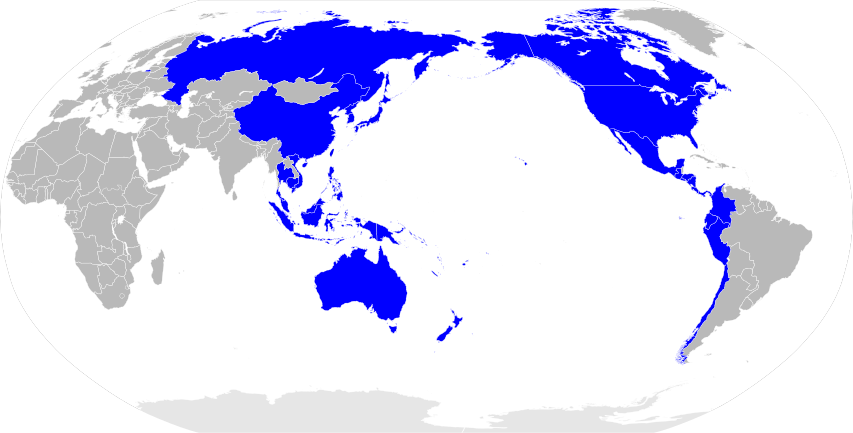
کشورهایی که در کرانه آرام حضور دارند

کرانه اقیانوس آرام (به انگلیسی: Pacific Rim) یا به اختصار کرانه آرام به سرزمین‌ها یا کشورهای اطراف نوار ساحلی اقیانوس آرام گفته می‌شود. حوزه آرام (پسیفیک بیسین) شامل کرانه اقیانوس آرام و جزایر اقیانوس آرام می‌شود. کرانه اقیانوس آرام تقریباً روی حلقه آتش آرام زمین‌شناسی قرار می‌گیرد.

## فهرست کشورهای کرانه آرام
این فهرستی از کشورهایی ست که از آنجایی که در امتداد اقیانوس آرام هستند به‌طور کلی به عنوان قسمتی از کرانه آرام به آنها اشاره می‌شود.
| - شمال/شرق آسیا - روسیه - ژاپن - کره شمالی - کره جنوبی - چین - هنگ کنگ - ماکائو - تایوان - جنوب شرقی آسیا - ویتنام - کامبوج - تایلند - مالزی - سنگاپور - برونئی - اندونزی - فیلیپین - تیمور شرقی | - اقیانوسیه (مستقل) - استرالیا - پالائو - ایالات فدرال میکرونزی - پاپوآ گینه نو - جزایر سلیمان - نائورو - جزایر مارشال - وانواتو - نیوزیلند - تووالو - فیجی - کیریباتی - تونگا - ساموآ - نیووی - جزایر کوک | - اقیانوسیه (وابسته) - ناحیه‌های بیرونی استرالیا - جزیره نورفک - پادشاهی نیوزیلند - توکلائو - قلمروهای فرادریایی فرانسه - کالدونیای جدید - والیس و فوتونا - پلی‌نزی فرانسه - سرزمین‌های فرادریایی بریتانیا - جزایر پیت‌کرن - نواحی جزیره‌ای ایالات متحده - جزایر ماریانای شمالی - گوآم - ساموای آمریکا - ایالات متحده آمریکا - هاوایی - شیلی - جزیره ایستر | - شمال آمریکا - کانادا - ایالات متحده آمریکا - مکزیک - آمریکای مرکزی - گواتمالا - السالوادور - هندوراس - نیکاراگوئه - کاستاریکا - پاناما - آمریکای جنوبی - کلمبیا - اکوادور - پرو - شیلی |

## بازرگانی
اقیانوس آرام بستر داغ ترابری فرادریایی ست. شلوغ‌ترین ترمینال‌های کانتینری(۱۰ رتبه اول) به استثنای بندر جبل علی دبی (نهمین رتبه) در ملت‌های کرانه واقع شده‌اند. این ترمینال‌ها میزبان ۲۹ بندر از ۵۰ بندر شلوغ جهان هستند:
| - کره جنوبی - بوسان (پنجمین) - ژاپن - یوکوهاما (۳۶مین) - توکیو (۲۵مین) - ناگویا (۴۷مین) - کوبه (۴۹مین) - تایوان - کاوسیونگ (۱۲مین) - هنگ کنگ - هنگ‌کنگ (سومین) | - چین - شانگ‌های (اولین) - شن‌ژن (چهارمین) - نینگ‌بو ژائوشان (ششمین) - گوانگ‌ژائو (هفتمین) - چینگ‌دائو (هشتمین) - تیان‌ژین (دهمین) - شیامن (۱۹مین) - دالیان (۲۱مین) - لیانیون‌گانگ (۳۱مین) - یینگ‌کو (۳۴مین) | - فیلیپین - مانیلا (۳۷مین) - ویتنام - سایگون (۲۸مین) - تایلند - لَئِم شابانگ (۲۲مین) - مالزی - کِلَنگ (۱۳مین) - تان‌جونگ پلپاس (۱۶مین) - سنگاپور - سنگاپور (دومین) | - اندونزی - جاکارتا (۲۴مین) - سورابایا (۳۸مین) - کانادا - پورت مترو ونکوور (۵۰مین) - ایالات متحده آمریکا - لس‌آنجلس (۱۷مین) - لانگ بیچ (۱۸مین) - سیاتل / تاکوما (۴۸مین) - پاناما - بلبوآ (۴۳مین) |

## سازمان‌ها
سازمان‌های بین دولتی(IGO) و غیر دولتی(NGO) گوناگونی روی کرانه آرام متمرکز هستند، از جمله سازمان همکاری‌های اقتصادی آسیا–اقیانوسیه (اپک)، مرکز غرب-شرق (EWC)، شهرهای کرانه آرام قابل پایداری. همچنین، رزمایش‌های دریایی کرانه آرام (RIMPAC) هماهنگ با فرماندهی آرام ایالات متحده(USPACOM).